# La mano sinistra del diavolo
La mano sinistra del diavolo è un romanzo poliziesco dello scrittore italiano Paolo Roversi. Pubblicato nel 2006 dalla casa editrice Mursia con la quale Roversi ha anche pubblicato Niente baci alla francese nel 2007. Ambientato tra Milano e la bassa padana nell'Italia contemporanea, è il secondo di una serie con protagonista Enrico Radeschi.

## Trama
Una misteriosa serie di omicidi avviene a Capo di Ponte Emilia, piccolo borgo della Bassa affacciato sul Po. Le vittime sono tutti uomini anziani. A condurre le indagini è il maresciallo dei Carabinieri, Giorgio Boskovic aiutato dal brigadiere Gennaro Rizzitano. In loro aiuto interviene Enrico Radeschi, giornalista free lance, originario del paese ma milanese d'adozione. Intanto a Milano viene scoperto l'omicidio di una ragazza trovata seppellita nel Parco agricolo sud Milano e l'indagine viene affidata a Loris Sebastiani, vicequestore ed amico di Radeschi.

## Premi
- IV PREMIO CAMAIORE DI LETTERATURA GIALLA edizione 2007 - 1º settembre 2007
- finalista del Premio Fedeli edizione 2007 - 3 settembre 2007

## Edizioni
- Paolo Roversi, La mano sinistra del diavolo, Mursia, 2006, ISBN 88-7226-902-4.